# پلانکینتون (داکوتای جنوبی)
پلانکینتون(به انگلیسی: Plankinton) شهری در ایالت داکوتای جنوبی کشور ایالات متحده آمریکا است که جمعیت آن در سرشماری سال ۲۰۱۰ میلادی، ۷۰۷ نفر بوده‌است.